# Hy Cohen
Hyman Cohen (Nueva York, 29 de enero de 1931-Rancho Mirage, 4 de febrero de 2021) fue un beisbolista estadounidense que jugó como lanzador en siete juegos para los Chicago Cubs en una temporada de la Major League Baseball (MLB) en 1955. Bateó y lanzó con la mano derecha y sirvió como lanzador de relevo.
Cohen fue contratado como agente libre aficionado por los New York Yankees en 1948 y jugó para uno de sus afiliados de ligas menores hasta 1949, cuando los Chicago Cubs lo reclutaron en el draft de ligas menores de ese año. Después de pasar dos temporadas con la organización, fue reclutado por el Ejército de los Estados Unidos. Como resultado, se perdió las temporadas de 1952 y 1953. A su regreso, lanzó en las menores hasta 1955, cuando los Cachorros lo ascendieron a las ligas mayores. Jugó su último partido el 2 de junio de 1955. Posteriormente trabajó como profesor y entrenador en Birmingham High School.

## Primeros años
Cohen nació en Brooklyn el 29 de enero de 1931. Su familia era judía y sus padres eran inmigrantes polacos. Su padre, Joseph, inmigró de Varsovia, mientras que su madre, Bessie, era originaria de Brest-Litovsk (actual Bielorrusia). Uno de sus ídolos de la infancia fue Harry Danning, el receptor de los New York Giants de las Grandes Ligas (MLB). Cohen asistió a Erasmus Hall High School antes de estudiar en Brooklyn College. Fue contratado como agente libre aficionado por los New York Yankees antes de la temporada de 1948.

## Carrera

### Ligas menores
Cohen comenzó su carrera de béisbol profesional con La Grange Troupers, un equipo de béisbol de ligas menores que eran miembros de la Liga Georgia-Alabama. Durante su primer año con el equipo, terminó con un récord de 7-5 victorias y derrotas y un promedio de carreras limpias (efectividad) de 5.50 en 72 entradas lanzadas. En su segunda temporada, tuvo un récord de 11-15, una efectividad de 3.33 y 148 ponches en 192 entradas. Según los informes, su desempeño nada destacable llevó a los Yankees a pasar por alto la renovación de su contrato. Posteriormente fue seleccionado por los Chicago Cubs en el draft de ligas menores a fines de 1949.
En su única temporada con los Grand Rapids Jets (la filial Clase A de los Cachorros en la Liga Central), Cohen compiló un récord de victorias y derrotas de 12-9 y una efectividad de 3.41 en 206 entradas. Esto le valió un ascenso a los Des Moines Bruins de la Class-A Western League en el año siguiente. Terminó la temporada de 1951 con un récord de 16-10 y una efectividad de 2.86 en 236 entradas lanzadas, junto con tres victorias en los playoffs. Consideró que esta era la mejor temporada de su carrera profesional en el béisbol. Más tarde fue elegido en el draft del Servicio Selectivo y se unió al Ejército de los Estados Unidos para luchar en la Guerra de Corea. En consecuencia, Cohen no jugó béisbol profesional desde 1952 hasta 1953. Estuvo destinado en San Antonio y jugó béisbol allí con futuros jugadores de Grandes Ligas como Bobby Brown, Don Newcombe, Gus Triandos, Bob Turley, Joe Margoneri, Dick Kokos, Owen Friend y Marv Rotblatt.
A su regreso del servicio militar, Cohen fue colocado con los Angeles Angels de la Pacific Coast League. Lanzó mal durante su período de nueve juegos con el equipo, registrando una efectividad de 6.60 y 6 ponches en solo 15 entradas lanzadas. Se recuperó después de ser enviado de regreso a los Bruins. Su efectividad de 1.88 lideró la Liga Occidental, y terminó segundo con 1.051 boletos más hits por entrada lanzada (WHIP) y séptimo en victorias (16).

### Chicago Cubs
Cohen hizo su debut en la MLB el 17 de abril de 1955, relevó a Harry Perkowski y permitió siete carreras limpias y ponchó a dos en siete entradas en la derrota por 14-1 ante los St. Louis Cardinals. Su mejor actuación se produjo durante su segundo juego el 27 de abril, en el que mantuvo a los Pittsburgh Pirates a un hit y una base por bolas en tres entradas en blanco. Jugó cinco juegos más para los Cubs. Durante la única apertura de su carrera en el primer juego de una doble cartelera contra los Philadelphia Phillies el 1 de mayo, permitió cinco carreras limpias en tres entradas lanzadas. Cohen jugó su último partido de Grandes Ligas el 2 de junio de 1955, a la edad de 24 años. Topps inicialmente se había acercado a él para obtener información sobre la tarjeta de béisbol de él que tenían la intención de producir. Sin embargo, su paso por las Grandes Ligas terminó antes de que se pudiera hacer la cartelera.

### Regreso a ligas menores
Cohen regresó a las ligas menores y compiló un récord de 5-10, una efectividad de 3.59 y 40 ponches en 100 1⁄3 entradas lanzadas durante su segundo período con los Angels en 1955. También registró 4 juegos completos y 2 blanqueadas. Durante la temporada de 1956, lanzó para tres equipos: los Angels, Tulsa Oilers y New Orleans Pelicans, con un récord combinado de 16–8. Fue asignado a las Memphis Chicks en 1957, y tuvo la cuarta efectividad más baja (2.72), el quinto mejor WHIP (1.163) y la sexta mayor cantidad de victorias (15) en la Asociación del Sur esa temporada. Fue seleccionado por los Detroit Tigers en el draft de ligas menores a fines de ese mismo año. Jugó la primera parte de la temporada de 1958 con los Voluntarios de Nashville, donde tuvo un récord de 2-6 victorias y derrotas, una efectividad de 8.51 y 8 ponches en 37 entradas. Posteriormente, Toronto Maple Leafs adquirió su contrato por 50.000 dólares. Jack Kent Cooke, el propietario de los Leafs, quería contratar a un jugador judío para conseguir apoyo para el equipo de la considerable población judía de la ciudad. Cohen finalmente lanzó solo cinco juegos para el club antes de que una molestia en su brazo lo hiciera retirarse del béisbol profesional en 1958.

## Últimos años
Después de retirarse del béisbol, Cohen regresó a la escuela en la Universidad Estatal de California, Los Ángeles, y obtuvo una Maestría en Educación en 1966. Procedió a enseñar estudios sociales y educación física en Birmingham High School en Los Ángeles. También entrenó a los equipos de fútbol, tenis y béisbol de la escuela en la década de 1980. El equipo de béisbol ganó dos campeonatos de la ciudad durante su tiempo allí, en 1966 y 1969. Cohen fue reconocido en el Dodger Stadium en 1995 por sus importantes contribuciones a la educación del béisbol. Un año después, fue incluido en el Salón de la Fama del Deporte Judío del Sur de California.
Cohen estuvo casado con Terry Cohen hasta su muerte. Juntos tuvieron dos hijos: Jeff y Jill. Falleció el 4 de febrero de 2021 en el Centro Médico Eisenhower en Rancho Mirage, California a la edad de 90 años. Había contraído COVID-19 varios meses antes de su muerte y continuó sufriendo problemas de salud por el virus después de su supuesta recuperación.